# Kohlberg (Spessart)
Der Kohlberg, auch Niedersteinbacher Höhe (lokal: nur Höh) genannt, ist ein 313 m ü. NHN hoher Berg im Vorspessart bei Mömbris im bayerischen Landkreis Aschaffenburg in Deutschland.

## Geographie
Am Fuße des Kohlberges liegt im Südwesten das Dorf Niedersteinbach. Nordöstlich geht er flach zum Berg Lichte Platte über. Der Kohlberg wird im Nordwesten durch den vom Geiselbach durchflossenen Teufelsgrund und im Südosten durch das Tal des Steinbaches, den Alten Grund, begrenzt. An den Nordwesthängen  liegt der Hesselborn und der Platz des heute nicht mehr bestehenden Rothenberger Hofes. Unterhalb davon verläuft die Landesgrenze zwischen Bayern und Hessen.
Nach dem Kohlberg ist die Straße Kohlbergweg in Niedersteinbach benannt.

## Geschichte

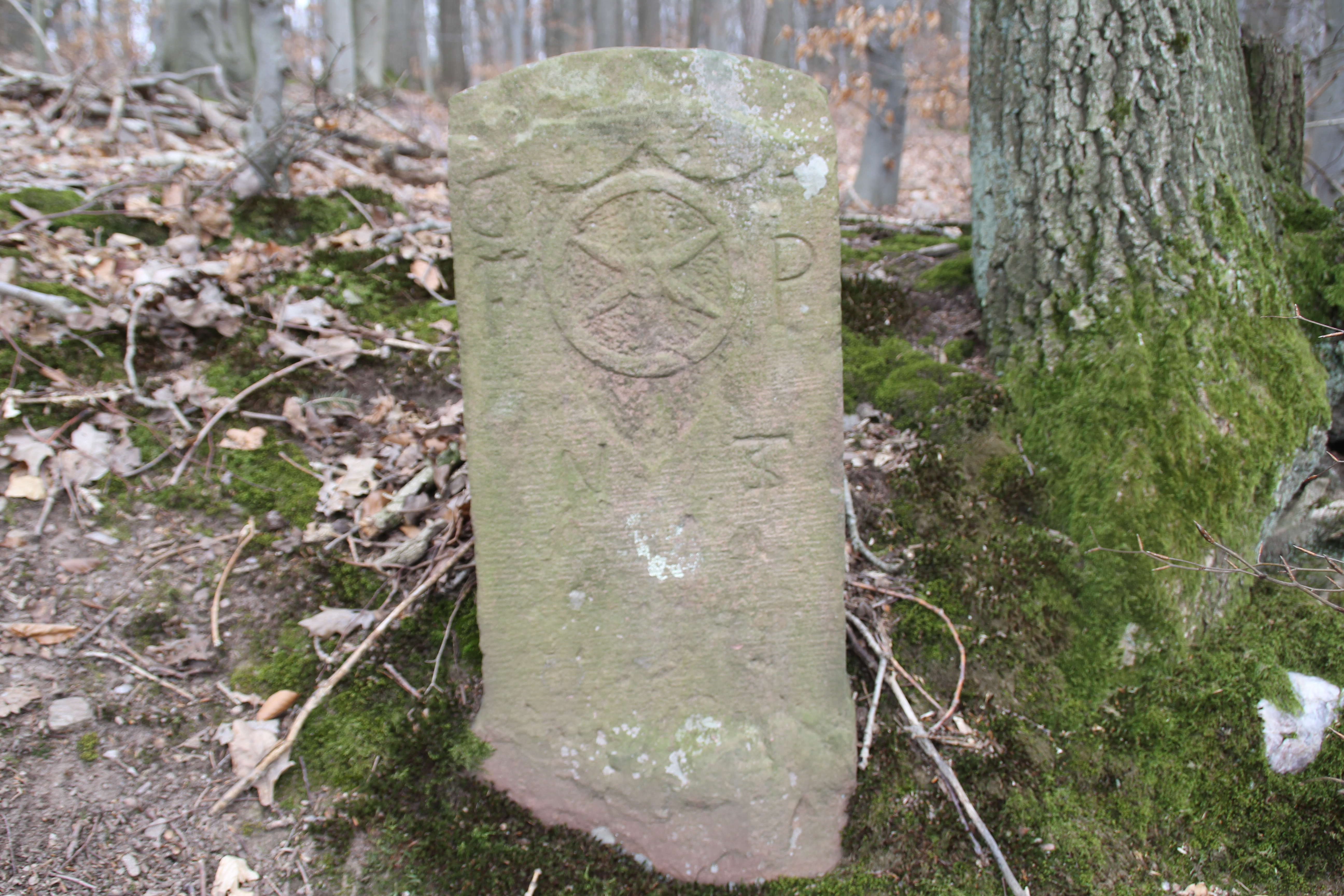
Grenzstein am Kohlberg. Er trennte die historischen Gebiete von Großherzogtum Hessen und Großherzogtum Frankfurt

In der Scharte am Kohlberg verlief nicht immer nur die Grenze zwischen den Gemeinden Geiselbach und Mömbris. Dort gibt es eine Reihe noch gut erhaltener, alter Grenzsteine von 1810. Sie trennten die historischen Gebiete zweier früherer Staaten im Rheinbund. Auf der einen Seite lag das Territorium des Großherzogtums Hessen, dem der Ort Omersbach im Amt Alzenau in der Provinz Starkenburg angehörte. Auf der anderen Seite befand sich das Großherzogtum Frankfurt mit dem Dorf Niedersteinbach im Departement Aschaffenburg.